# دردار قصير
دردار قصير (الاسم العلمي: Ulmus humilis) هو نوع نباتي يتبع جنس الدردار من فصيلة الدردارية.